# 티베트인
티베트인(티베트어: བོད་པ་영어: Tibetan people)은 아시아의 민족이다. 주로 히말라야산맥과 티베트고원에 거주하고 있다. 중화인민공화국에서는 짱족(중국어: 藏族, 병음: Zàng Zú, 중국조선어: 장족)이라고 하는데, 광서성의 좡족과 발음이 같아 푸퉁화 이외에는 쉽게 구분하기 힘들다(푸퉁화로도 발음이 유사하다. 'hu'의 유무 차이이다.). 티베트인은 한국인, 일본인, 북부 지역의 한족과 유전적으로 상당히 가깝다.

## 중화인민공화국 내 인구분포도
주로 티베트고원에 살며 티베트고원에 있는 서장 장족 자치구, 신강 위구르 자치구, 청해성, 사천성 등지에 살고 있다.

### 출산정책
1979년 덩샤오핑 집권 이후 장족은 3명까지 출산 가능했지만, 2018년 3월부터 중국 당국은 산아제한 정책을 완전히 철폐했다.

## 해외에 거주하는 티베트족
티베트족은 중국 외에도 히말라야산맥에 있는 국가들(인도, 부탄, 네팔 등지)에도 살고 있다.

## 같이 보기
- 중국의 소수민족
- 뤄바족